# Cuatro Dirges (Bartók)
Cuatro Dirges, Op. 9a, Sz. 45, BB 58 (Húngaro: 4 siratóének) es una colección corta dirges para piano del compositor húngaro Béla Bartók.

## Estructura
El conjunto consta de cuatro composiciones breves para piano con diferentes marcas de tempo. Sin embargo, todas las piezas del conjunto se caracterizan por ser lentas y en pesante. El conjunto completo tarda unos 8 minutos en interpretarse:
- Adagio
- Andante
- Poco lento
- Assai andante

La textura de los cuatro cantos fúnebres es consistentemente simple y se centra en estructuras octatónicas y pentatónicas. Las melodías se construyen en modo lidio y modo frigio y están constantemente acompañadas por tríadas y quintas abiertas. 